# 시대별 대한민국의 공안 사건
다음은 대한민국의 시대별 공안 사건 목록이다.
공안당국에 의하여 조작된 사건의 경우에는 십자가 (†) 표시를 하였다.

## 군정기
- 송진우 피살 사건(1945년)
- 정판사 위조지폐 사건(1946년)
- 대구 10.1 사건(1946년)
- 윤명선 피습 사건(1946년)
- 장덕수 암살 사건(1947년)
- 수도청 고문치사 사건(1948년)
- 2.7 사건(1948년)
- 제주 4.3 사건(1948년)

## 제1공화국
- 혁명의용군 사건(1948년)†
- 여순 사건(1948년)
- 국회 프락치 사건(1949년)
- 문경 양민 학살 사건(1949년)†
- 인민해방군 사건(1949년)†
- 장재성 무단 방북 사건(1949년)
- 남로당 빨치산 특수공작 사건(1949년)
- 법조프락치 사건(1950년)
- 김수임 간첩 사건(1950년)
- 팔공산 공비 사건(1950년)
- 보도연맹 학살 사건(1950년)
- 계수남 사건(1950년)†
- 남조선노동당 서울지도부 사건(1950년)
- 제주도 유지 인민군 환영위원회 결성 사건(1950년)†
- 거창 양민 학살 사건(1951년)
- 산청·함양 양민 학살 사건(1951년)
- 정정화 인민군 부역 사건(1951년)†
- 국체변혁 음모사건(1952년)
- 금정산 공비 사건(1952년)†
- 이승만 암살 미수 사건(1952년)
- 김성구 간첩사건(1952년)†
- 정치공작대 간첩사건(1952년)
- 부산정치파동(1952년)
- 정국은 사건(1953년)
- 여수 통비사건(1953년)
- 신형식 사건(1953년)
- 대구 매일신문 테러 사건(1953년)
- 뉴델리 밀회 조작 사건(1953년)
- 함주명 남파간첩 자수 사건(1954년)
- 이영만 사건(1954년)†
- 정찬린 사건(1954년)
- 상제교 사건(1954년)†
- 김정제 국가보안법 위반 사건(1954년)†
- 안호상 내란선동 사건(1954년)†
- 이승만 암살 음모 사건(1955년)
- 이동화 공산주의 강의 사건(1955년)
- 이만규 간첩사건(1956년)
- 경인일보 간부 대남공작원 금품 살포 사건(1956년)†
- 민주당 수구당위원장 국가보안법 위반 사건(1956년)†
- 김창룡 저격 사건(1956년)
- 장면 부통령 저격미수 사건(1956년)
- 김용성 총경 국가보안법 위반 사건(1957년)†
- 문리대 학생 대자보 사건(1957년)†
- 철도기관 침투 간첩 사건(1957년)
- 최동관 간첩사건(1957년)†
- 심문규 이중간첩 사건(1957년)†
- 밀파간첩 하연욱 사건(1957년)
- 이봉식 정계침투 간첩사건(1957년)
- 이보경 간첩사건(1957년)
- 황익수 간첩사건(1957년)
- 정계침투 거물급 간첩사건(1957년)
- 부산거점 이항우 간첩사건(1957년)
- 박충식 거물간첩단 사건(1957년)
- 최만도 간첩사건(1957년)
- 박상혁 해군침투 장교간첩 사건(1957년)
- 남조선노동당 지하공작단 사건(1957년)
- 근로인민당 재건 사건(1957년)†
- 김정제 간첩사건(1958년)
- 박정호 간첩사건(1958년)
- 진공관 구입 밀수출 사건(1958년)†
- 진보당 조봉암 사건(1958년)†
- 해군 침투 최기남 간첩사건(1958년)
- 황주모 밀파 간첩 사건(1958년)
- 빨치산 간첩단 사건(1958년)
- 정우갑 조련계 간첩사건(1958년)
- 정승한 대한민국 강연 사건(1958년)†
- 경무대 똥통 사건(1958년)
- 최두열 국가보안법 위반 사건(1958년)
- 장정 간첩사건(1958년)
- 장현수 대남 무장간첩단 사건(1958년)
- 이중낙 대남공작단 사건(1958년)
- 화성 거점 무장간첩단 사건(1958년)
- 고정길 위장귀순 간첩사건(1958년)
- 박경찬 대남간첩 사건(1958년)
- 조흥묵 남파간첩 사건(1958년)
- 정계침투 황학현 거물간첩사건(1958년)
- 텔레비젼 제작과 침투 대남공작 간첩 사건(1958년)
- 불온 삐라 살포사건(1958년)
- 김창국 간첩사건(1958년)
- 최한석 간첩사건(1958년)
- 윤명의 법조계·경찰 침투 간첩사건(1958년)
- 현역 군인 윤만석 간첩사건(1958년)
- 공군 침투 간첩사건(1958년)
- 미군기지 침입 김병겸 간첩사건(1958년)
- 최순석 대남공작대 간첩사건(1958년)
- 군산 거점 대남간첩 사건(1959년)
- 김용갑 남파간첩 사건(1959년)
- 남파공작원 유용각 간첩사건(1959년)
- 불온 서적 사건(1959년)†
- 강일중 대남공작 간첩사건(1959년)
- 박창술 대남무장간첩단 사건(1959년)
- 김효순 남매간첩단 사건(1959년)
- 자유당 정계침투 황대연 간첩사건(1959년)
- 덕적도 상륙 남파 간첩단 사건(1959년)
- 대남간첩 탁상조 사건(1959년)
- 김영문 월북기도 사건(1960년)
- 국회의원 간첩 무고사건(1960년)†

## 제2공화국
- 민리기 간첩 사건(1960년)
- 서해안 집단 간첩 사건(1960년)
- 경주호 납북 기도 사건(1961년)
- 민족일보 사건(1961년)†
- 대남간첩 어선 월북 사건(1961년)
- 부산 거점 지하당 사건(1961년)
- 민족통일학생연맹 남북학생회담 서신교환 사건(1961년)
- 노석기 사건(1961년)
- 사회대중당 사건(1961년)
- 교원노조 사건(1961년)
- 유족회 사건(1961년)
- 황태성 사건(1961년)
- 최영오 일병 사건(1962년)
- 구 민주당계 반혁명 음모 사건(1962년)
- 신흥의열단 쿠데타 음모사건(1962년)
- 유호균 간첩 사건(1962년)
- 임씨 형제 남파간첩 사건(1962년)
- 진주교원노조 사건(1962년)
- 고려대 대학원생 간첩 사건(1962년)
- 박림향계 쿠데타 음모 사건(1963년)
- 군 일부 반혁명 음모 사건(1963년)
- 군부 일부 정부전복 모의 사건(1963년)

## 제3공화국
- 제1차 인혁당 사건(1964년)†
- 강화군 어민 집단 납북사건(1964년)†
- 군내 반정부 음모 사건(1964년)
- 제1차 민족주의비교연구회 사건(1964년)†
- 서울대 문리대 불꽃회 사건(1964년)†
- 앵무새 사건(1964년)†
- 분지 필화사건(1965년)†
- 원충연 반혁명 음모 사건(1965년)
- 언론계 침투 무전 간첩단 사건(1965년)†
- 지하당 조직 사건(1965년)†
- 삼척군 해안가 간첩 사건(1965년)
- 김선기 일당 쿠데타 음모 사건(1965년)
- 경향신문 강제매각 사건(1966년)†
- 한국독립당 내란음모사건(1966년)†
- 진장언 하사 간첩 사건(1966년)
- 송추 간첩사건(1966년)
- 제2차 민족주의비교연구회 사건(1967년)†
- 동백림 사건(1967년)†
- 서울사범대학 독서회 사건(1967년)†
- 홍순한 남파간첩 사건(1967년)
- 영호남·서해안 무전 고정간첩단 사건(1967년)
- 조총련 자금 신민당 헌납 사건(1967년)
- 1·21 사태(1968년)
- 울진·삼척 무장 공비 침투 사건(1968년)
- 태영호 납북 사건(1968년)†
- 통일혁명당 사건(1968년)
- 임자도 거점 간첩단 사건(1968년)
- 조총련계 허화남 간첩 사건(1968년)
- 서병호 간첩 사건(1968년)
- 남조선해방전략당 사건(1969년)†
- 유럽 간첩단 조작 사건(1969년)†
- 이수근 간첩 사건(1969년)†
- 오적 필화사건(1970년)
- 최상철 납북어부 사건(1970년)
- 대학강사 김태구 불온서적 사건(1970년)
- 동양통신 군사기밀누설 사건(1970년)†
- 김인석 자수간첩 사건(1970년)
- 서울대생 내란음모사건(1971년)†
- 유학생 형제 간첩단 사건(1971년)†
- 일본 거점 간첩단 사건(1971년)
- 통일혁명당 재건 시도 사건(1971년)
- KAL기 납북미수 사건(1971년)
- 남파간첩 백귀남 사건(1971년)
- 거제도·부산 고정간첩단 사건(1971년)
- 기간산업 침투 간첩단 사건(1972년)
- 이강주 간첩 사건(1972년)
- 신민당 국회의원 반공법·뇌물수수 위반 구속 사건(1972년)†
- 김대중 납치 사건(1973년)

## 제4공화국
- 최종길 교수 의문사 사건(1973년)
- 북제주도 우도 침투 무장 간첩단 사건(1973년)
- 일본 거점 귀화 간첩 사건(1973년)
- 전남대 불온 삐라 살포 사건(1973년)
- 남산 부활절 예배 사건(1973년)†
- 고려대 NH회 사건(1973년)†
- 서울대 공대 조교수 박선정 간첩사건(1973년)
- 나쓰야 간첩 사건(1973년)
- 김철우 조총련 간첩 사건(1973년)
- 김장현 간첩 사건(1973년)
- 여간첩 채수정 사건(1974년)
- 서울·대전·전주 고정간첩단 사건(1974년)
- 문인간첩단 사건(1974년)†
- 울릉도 거점 간첩단 사건(1974년)†
- 민청학련 사건(1974년)†
- 긴급조치 1,2호 위반 사건(1974년)†
- 김영작 간첩사건(1974년)†
- 김승효 간첩사건(1974년)†
- 김낙중 내란음모 사건(1974년)
- 박정희 대통령 저격 미수 사건(1974년)
- 부산·경남 거점 간첩단 사건(1974년)
- 재일동포 진두현 간첩단 사건(1974년)†
- 조선일보·동아일보 백지 광고 사태(1974년)
- 제2차 인혁당 사건(민청학련 사건)(1975년)†
- 재일교포유학생 간첩 조작 사건(1975년)†
- 서울대 의대 간첩사건(1975년)†
- 긴급조치 9호 위반 사건(1975년)†
- 재일동포 김달남 간첩단 사건(1975년)†
- 재일동포 유정식 간첩단 사건(1975년)†
- 장준하 의문사 사건(1975년)
- 귀화 일본인 간첩단 사건(1975년)
- 박복순 남파 간첩단 사건(1975년)
- 한승헌 변호사 사형수 애도 저작물 사건(1975년)†
- 겨울공화국 사건(1975년)
- 3.1 민주구국선언 사건(1976년)
- 한민통 간첩 사건(1976년)†
- 코리아게이트(1976년)
- 재일교포 사업가 간첩사건(1977년)†
- 강화군(미법도) 납북어부 간첩 조작사건(1977년)†
- 노예수첩 사건(1977년)
- 겨울공화국 시집 사건(1977년)
- 함평농민회 사건(1977년)†
- 김규화 간첩 사건(1978년)
- 안동교구 가톨릭농민회 사건(1978년)†
- 위도 계모임 간첩단 사건(1978년)
- 병역문제대책위원회 사건(1979년)
- 크리스챤아카데미 사건(1979년)†
- 대덕호 선원 간첩 사건(1979년)†
- 삼척 고정 간첩단 사건(1979년)†
- 남민전 사건(1979년)
- 통일혁명당 재건 음모 사건(1979년)
- 부산·삼천포 조국통일전선 결사대 간첩단 사건(1979년)
- YH 사건(1979년)
- 10.26 사태(1979년)
- YWCA 위장결혼식 사건(1979년)
- 무림 사건(1980년)†
- 노동계 정화조치(1980년)
- 언론통폐합(1980년)
- 전두환의 김대중 내란음모 조작 사건(1980년)†
- 서울법대 동문 정교회 사건(1980년)
- 신귀영 어부 간첩 사건(1980년)†
- 1차 진도 간첩단 사건(1980년)†
- 사북 사건(1980년)

## 제5공화국
- 10·27 법난(1980년)†
- 횃불회 사건(1981년)†
- 한울회 사건(1981년)†
- 한수산 필화사건(1981년)
- 무림파천황 사건(1981년)
- 학림 사건(1981년)†
- 아람회 사건(1981년)†
- 금강회 사건(1981년)†
- 부림 사건(1981년)†
- 재일교포 모국 유학생 위장간첩 사건(1981년)†
- 서강대 유인물 살포 사건(1981년)
- 2차 진도 간첩단 사건 (박동운 가족)(1981년)†
- 손성모 간첩 사건(1981년)†
- 대전 납북 어부 사건(1981년)†
- 재일교포 전자기술자 간첩 사건(1981년)†
- 재일교포 유학생 위장간첩 사건(1982년)†
- 민주구국학생연맹 사건(1982년)
- 노동과 노래 필화사건(1982년)
- 송창섭 일가 간첩 사건(1982년)†
- 야학연합회 사건(1982년)†
- 기독교사회문제연구원 사건(1982년)†
- 오송회 사건(1982년)†
- 부산 미국문화원 방화 사건(1982년)
- 강원대생 성조기 소각 사건(1982년)
- 김제 가족 간첩단 사건(1982년)†
- 김진모 간첩 사건(1982년)
- 서울·충북 거점 간첩단 사건(1982년)†
- 차풍길 간첩사건(1982년)†
- 재일교포 김영희 간첩단 사건(1982년)
- 재일교포 김장호 간첩 사건(1983년)†
- 김양수 국내정세 유출사건(1983년)
- 함주명 간첩 사건(1983년)†
- 재일교포 반국가단체 사건(1983년)†
- 강릉 주문진항 납북 어부 사건(1983년)†
- 박박 간첩조작 의혹사건(1983년)†
- 대구 미국문화원 폭발 사건(1983년)
- 다대포 무장간첩 침투 사건(1983년)
- 민정당사 점거농성 사건(1984년)
- 테러전문 남파간첩 사건(1984년)
- 군산 승룡호 납북어부 사건(1984년)†
- 깃발 사건(1985년)†
- 4개 간첩단 검거사건(1985년)
- 구미유학생 간첩단 사건(1985년)
- 서울 미국문화원 점거농성 사건(1985년)
- 삼민투 사건(1985년)†
- 민추위 사건(1985년)†
- 개야도 간첩 사건(1985년)†
- 모자 간첩 사건(1985년)†
- 구로동맹파업 사건(1985년)
- 이준호 가족간첩 사건(1985년)†
- KAL기 납치미수 사건(1985년)
- 학원침투 대학생 간첩단 사건(1985년)
- 민정당 중앙정치연구원 점거농성 사건(1985년)
- 정삼근 납북어부 간첩사건(1985년)†
- 부천서 성고문 사건(1986년)†
- 민중교육 필화사건(1986년)
- 서노련 사건(1986년)†
- 보도지침 사건(1986년)
- 구학련 사건(1986년)
- 전노추 사건(1986년)†
- ML당 결성기도사건(1986년)†
- 보임·다산 사건(1986년)†
- 애학투련 사건(1986년)
- 5.3 인천 사태(1986년)
- 서울대학교 민주조선 대자보 사건(1986년)
- 유성환 국시론 파동(1986년)
- 반제동맹당 사건(1986년)†
- 민족해방노동자당 사건(1986년)†
- 서울대 이념 서클 북한방송 청취 사건(1986년)
- 좌경이념서적 반입 운동권 의식화 교육 사건(1986년)
- 김철준 해군 조총련 간첩 사건(1986년)†
- 강희철 간첩사건(1986년)†
- 사상정치교양학교 사건(1987년)†
- 박종철 고문치사 사건(1987년)
- 한국민중사 사건(1987년)
- 제헌의회그룹 사건(1987년)
- 노동자해방사상연구회 사건(1987년)
- 전대협 사태(1987년)
- 수지 김 사건(1987년)†
- 장의균 간첩사건(1987년)
- 이석규 장례투쟁(1987년)

## 제6공화국

### 노태우 정부
- 황석영 방북 사건(1988년)
- 문익환 방북 사건(1988년)
- 오홍근 테러사건(1988년)
- 반미청년회 사건(1988년)
- 한국민중전선 사건(1988년)
- 리영희 구속 사건(1989년)
- 문규현 방북 사건(1989년)
- 김철 간첩 사건(1989년)
- 황송주 사건(1989년)
- 동의대학교 사건(1989년)
- 민자통 사건(1989년)
- 서경원 방북 사건(1989년)
- 임수경 방북 사건(1989년)
- 이철규 의문사 사건(1989년)
- 양승균 탈영 사건(1989년)
- 전교조 조직 운동(1989년)
- 민중불교운동연합 사건(1989년)
- 인민노련 사건(1989년)
- 기문연 사건(1990년)
- 노동계급 사건(1990년)
- 북노맹 사건(1990년)
- 인천노대 사건(1990년)
- 혁명적노동자계급투쟁동맹 사건(1990년)
- 이문옥 구속 사건(1990년)
- 국군보안사령부 민간인 사찰 사건(1990년)
- 대학가 북한영화상영 사전구속영장 발부사건(1990년)
- 자주민주통일그룹 사건(1990년)
- 서영훈 사장 사퇴 사건(1990년)
- 남현진 의문사 사건(1991년)
- 김영환 의문사 사건(1991년)
- 박창수 의문사 사건(1991년)
- 서울사회과학연구소 사건(1991년)
- 분신정국(1991년)
- 강기훈 유서대필 의혹사건(1991년)†
- 제파그룹 사건(1991년)
- 사노맹 사건(1991년)
- 민중당 사건(1992년)
- 중부지역당 사건(1992년)
- 노해투위 사건(1992년)
- 노동자정치활동센타 사건(1992년)
- 남한사회주의학생동맹 사건(1992년)
- 국제사회주의자 검거사건(1992년)
- 한국사회주의노동당 창당준비위원회 결성사건(1992년)
- 김낙중 간첩사건(1992년)

### 김영삼 정부
- 남매간첩단 사건(1993년)†
- 국제공산주의당 사건(1993년)
- 혁사노 사건(1993년)
- 구국전위 사건(1994년)
- 남파간첩 김동식 사건(1995년)
- 남한프롤레타리아계급투쟁동맹 사건(1995년)
- 박창희 교수 간첩 조작 사건(1995년)†
- 범청학련 사태(1995년)
- 기세문 사건(1995년)
- 범민련 사태(1995년)
- 한총련 사태(1996년)
- 연세대 사태(1996년)
- 강릉지역 무장공비 침투사건(1996년)
- 부경총련 사건(1996년)
- 대경총련 사건(1996년)
- 강원총련 사건(1996년)
- 독일유학생 간첩조작 사건(1996년)†
- 노동자정치활동센터 사건(1996년)
- 노동법 정국 총파업(1996년)
- 김하기 소설가 밀입북 사건(1996년)
- 불교인권위원회 사건(1996년)
- 정수일 간첩사건(1996년)
- 고영복 고정간첩 사건(1997년)
- 최정남·강연정 부부간첩 사건(1997년)
- 자주대오 사건(1997년)
- 송유진 사건(1997년)
- 홍교선 사건(1997년)
- 총풍 사건(1997년)
- 관악노동청년회 사건(1997년)

### 김대중 정부
- 속초 잠수정 침투 사건(1998년)
- 천리마노래단 사건(1998년)
- 민족통일애국청년회 사건(1998년)
- 민족민주혁명당 사건(1999년)
- 반제청년동맹 사건(1999년)
- 황선 밀입북 사건(1999년)
- 공동경비구역 JSA 오준수 대령 사건(1999년)
- 민족과기대 자주대오 사건(1999년)
- 한총련 덕성여대 사회대학생회장 이적표현물 반포 사건(1999년)
- 레드헌터 사건(1999년)†
- 금강산 관광 월북 사건(1999년)
- 힘찬 우리 역사 제2권 사건(1999년)†
- 재일 한민통 포섭 간첩사건(1999년)
- 범민련 범민족대회 사건(1999년)
- 미래사회문화사 이적표현물 반포 사건(1999년)
- 범민련 남측본부 대변인 통일대축전 참가 사건(1999년)
- 민주주의민족통일전국연합 사건(2000년)
- 한국사회의 이해 집필 관련 북한찬양 사건(2000년)†
- 주체사상 관련 서적 보관 사건(2000년)
- 울산대 혁신위 사건(2000년)
- 중국 여행 밀입북 사건(2000년)
- 초등학생용 통일교육 교재 북한 찬양 내용 수록 사건(2000년)
- 민생공안정국(2001년)
- 서울민주노동자회 사건(2001년)
- 한국청년단체협의회 사건(2001년)
- 민중정치연합 사건(2002년)
- 문규현 통일대축전 무단 방북 사건(2002년)
- 한총련 사건(2002년)

### 노무현 정부
- 진보의련 사건(2003년)
- 송두율 사건(2003년)
- 통일연대 사무처 인터넷자료 유출 사건(2003년)
- 강태운 활동자금 수수 사건(2003년)
- 두산중공업 노조 파괴 사건(2003년)
- 탈북자 납치 사건(2004년)
- 민족통일애국청년회 사건(2004년)†
- 빨치산 추모제 참석사건(2005년)
- 종북사상 강의사건(2005년)
- 강정구 사건(2005년)
- 중국동포 간첩사건(2005년)
- 강원대 미군기지 철수 시위 사건(2006년)
- 직파간첩 정경학 사건(2006년)
- 일심회 사건(2006년)
- 윤기하 사건(2006년)
- 시사저널 파업(2006년)
- KTX 여승무원 고용 분쟁(2006년)
- 대추리 사태(2006년)
- 민주노동당 이적표현물 취득 사건(2007년)
- 이시우 사건(2007년)
- 한미 FTA 반대 총궐기 반미집회 가담사건(2007년)
- 윤기진 사건(2007년)

### 이명박 정부
- 원정화 간첩사건(2008년)
- 김동순 간첩사건(2008년)
- 황장엽 협박사건(2008년)
- 통일학교 교재사건(2008년)
- 국무총리실 민간인 사찰 사건(2008년)
- PD수첩 제작진 기소 사건(2009년)†
- 김상곤 경기교육감 직무유기 사건(2009년)†
- 남북공동선언실천연대 사건(2009년)
- 새세대청년공산주의자붉은기 사건(2009년)
- 탈출 예비 음모 사건(2009년)
- 스파르타커스 사건(2009년)
- 국내 여론 동향 북한 보고 사건(2009년)
- 이병진 대학강사 간첩사건(2009년)
- 쌍용차 사태(2009년)
- 강기갑 공중부양 사건(2009년)
- 윤기진 옥중서신 사건(2010년)
- 진보연대 한충목 사건(2010년)
- 간디학교 최보경 사건(2010년)†
- 한상렬 밀입북 사건(2010년)
- 황장엽 암살미수 사건(2010년)
- 사이버민족방위사령부 사건(2010년)
- 우리민족연방제통일추진위원회 사건(2010년)
- 사회주의노동자연합 사건(2010년)†
- 인터넷대학원생 중고서점 김명수 사건(2010년)†
- 흑금성 사건(2010년)
- 전국교직원노동조합 민주노동당 가입 사건(2010년)
- G20 포스터 쥐그림 사건(2010년)
- 한진중공업 사태(2010년, 2011년)
- 아덴만 여명 작전(2011년)
- 국가보안법 피해자 모임 사건(2011년)
- 강영준 사건(2011년)
- 왕재산 사건(2011년)
- 사이버민족방위사령부 별관 사건(2011년)
- 대한항공 조종사 북한 찬양 사건(2011년)
- 범민련 사건(2011년)
- 여성작가 신정모라 사건(2011년)
- 김모 중위 이적표현물 소지 사건(2011년)†
- 김정일 추모 분향소 사건(2011년)
- 세계물흙길연맹 사건(2011년)
- 제주 해군기지 건설 반대 시위(2011년)
- GPS 간첩 사건(2012년)†
- 박창숙 사건(2012년)
- 박정근 사건(2012년)†
- 노수희 밀입북 사건(2012년)
- 통일시인 권말숙 사건(2012년)
- 병무청 공무원 북한 찬양 사건(2012년)
- 여간첩 이경애 사건(2012년)
- 통합진보당 부정 경선 사건(2012년)
- 에스제이엠 용역폭력사태(2012년)
- 언론노조 파업(2012년)

### 박근혜 정부
- 독일 망명자 조영삼 무단방북 사건(2013년)
- 허영수 사건(2013년)†
- 이윤섭 사건(2013년)†
- 서울시 공무원 간첩조작사건(2013년)†
- NLL 대화록 논란(2013년)
- 이석기 내란 선동 사건(2013년)
- 보위사 직파 간첩사건(2013년)†
- 현대자동차 노조 장기파업 사건(2013년)
- 2013년 한국철도공사 노조 파업(2013년)
- 6명 밀입북 사건(2013년)
- 영화감독 심승보 사건(2013년)
- 김일성 회고록 감상문 사건(2013년)
- 대북사업가 정찰총국 연계 간첩 사건(2014년)
- 불법 게임작업장 운영자 북한 공작원 연계 사건(2014년)
- 한국방송공사 파업(2014년)
- 통일시대 진희권 사건(2014년)
- 소풍 사건(2014년)
- 새시대교육운동 사건(2014년)
- 행복한통일이야기 사건(2014년)
- 중국유학생 추방 사건(2014년)
- 신은미·황선 종북옹호 사건(2014년)
- 통합진보당 해산 사건(2014년)
- 민족21 안영민 사건(2014년)
- 통합진보당원 이적표현물 반포 사건(2015년)
- 백운성 사건(2015년)
- 조총련 지령 수행 택배기사 사건(2015년)
- 평화와통일을여는사람 김판태 사건(2015년)†
- 부산청년한의사회 사건(2015년)
- 자주민보 폐간 사건(2016년)
- 범민련 김규철 사건(2016년)
- 코리아연대 사건(2016년)
- 전국공무원노조 김진홍 이적단체 후원금 납부사건(2016년)
- 인터넷 카페 이적표현물 게시 사건(2016년)
- 대구평통사 백창욱 사건(2016년)†
- 북한 관련 게시물 복사 배포 사건(2016년)†
- 목자단 김성윤 사건(2016년)
- 북한 225국 연계 활동 사건(2016년)
- 북한 정찰총국 연계 활동 사건(2016년)
- 탈북 여성 재입북 시도 사건(2016년)
- 마약제조기술 습득 재입북 시도 사건(2016년)
- 전직 대학교수 이적표현물 소지 사건(2016년)
- 군용 대형타이어 밀반출 사건(2016년)
- 노동자의 책 서점 사건(2016년)†
- 환수복지당 대변인 북한 찬양 사건(2017년)
- 민주노총 국장 이적표현물 소지 사건(2017년)†
- 탈북자 재입북 사건(2017년)
- 양구지역 월북시도 사건(2017년)

### 문재인 정부
- 민주노총 사회적 총파업(2017년)
- 제2차 언론노조 파업(2017년)
- 흥진호 납북 사건(2017년)
- 북한 찬양 및 주한미군 철수 주장 사건(2017년)
- 민주노총 마포대교 점거 농성 사건(2017년)
- DMZ 최전방부대 초소 국방부 사칭 월북 시도 사건(2018년)
- 유전무죄 판결 밀입북 사건(2018년)
- 드루킹 여론조작 사건(2018년)
- 북한산 석탄 밀수 사건(2018년)
- IT사업가 사건(2018년)†
- 탈북민 재입북 목적 북한 쌀 상납 사건(2018년)
- 이적표현물 취득 사건(2018년)
- 백두칭송위원회 김정은 찬양 사건(2018년)
- 한진그룹 직원 노동쟁의(2018년)
- 국회 패스트트랙 충돌 사건(2019년)
- 현대중공업·대우조선해양 합병 반대 파업(2019년)
- 삼척항 목선 귀순 사건(2019년)
- 현역 병사 IS 가입 시도 사건(2019년)
- 해군 제2함대 허위자백 사건(2019년)
- 북한 정찰총국 직파간첩 사건(2019년)
- 고리원전 상공 드론 출현 사건(2019년)
- 미국 대사관저 월담 사건(2019년)
- 울산광역시장 선거개입 사건(2019년)
- 한국대학생진보연합 미래통합당 총선 후보 선거운동 방해 사건(2020년)
- 김일성 회고록 국내 출판 논란(2021년)
- 북한 공작원 연계 연구원 사건(2021년)
- 인천 월북 시도 사건(2021년)
- 자주통일충북동지회 사건(2021년)
- 현역 장교 북한 공작원 포섭 사건(2022년)

### 윤석열 정부
- 민중자주통일전위 사건(2023년)
- 제주 ㅎㄱㅎ 사건(2023년)